# Maîtrise des outils de gestion de l'environnement pour le développement
Maîtrise des outils de gestion de l'environnement pour le développement (MOGED) est un programme de développement durable mis en place en 2003 par l'OIF à travers son organe subsidiaire, l'Institut de la francophonie pour le développement durable (IFDD) pour renforcer les capacités des pays francophones afin qu'ils mettent en place les conditions nécessaires à une transition vers le développement durable.

## Description
Le programme MOGED a pour objectifs :
- de développer dans l’espace francophone les capacités humaines, institutionnelles, législatives et matérielles permettant aux pays de mettre en œuvre des programmes de développement économiquement viables, socialement acceptables et respectueux de l’environnement ;
- de développer et diffuser les outils de maîtrise de la gestion de l’environnement et en assurer l’intégration dans les processus décisionnels des États pour l’élaboration et la mise en œuvre des politiques et stratégies sectorielles dans une perspective de développement durable.

## Réalisations

### Appui aux actions de terrain

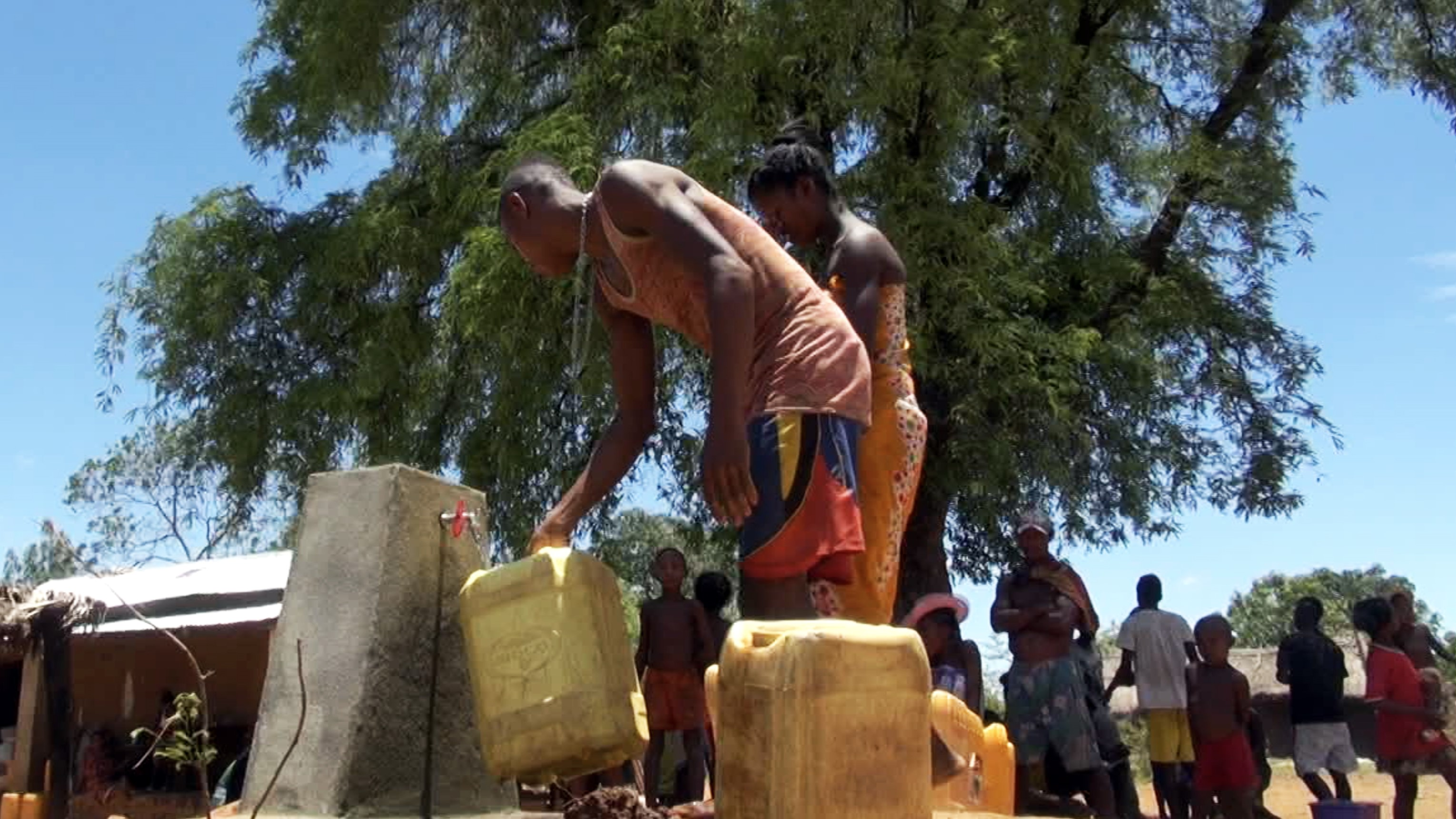
Adduction d'eau potable à Ambesisika
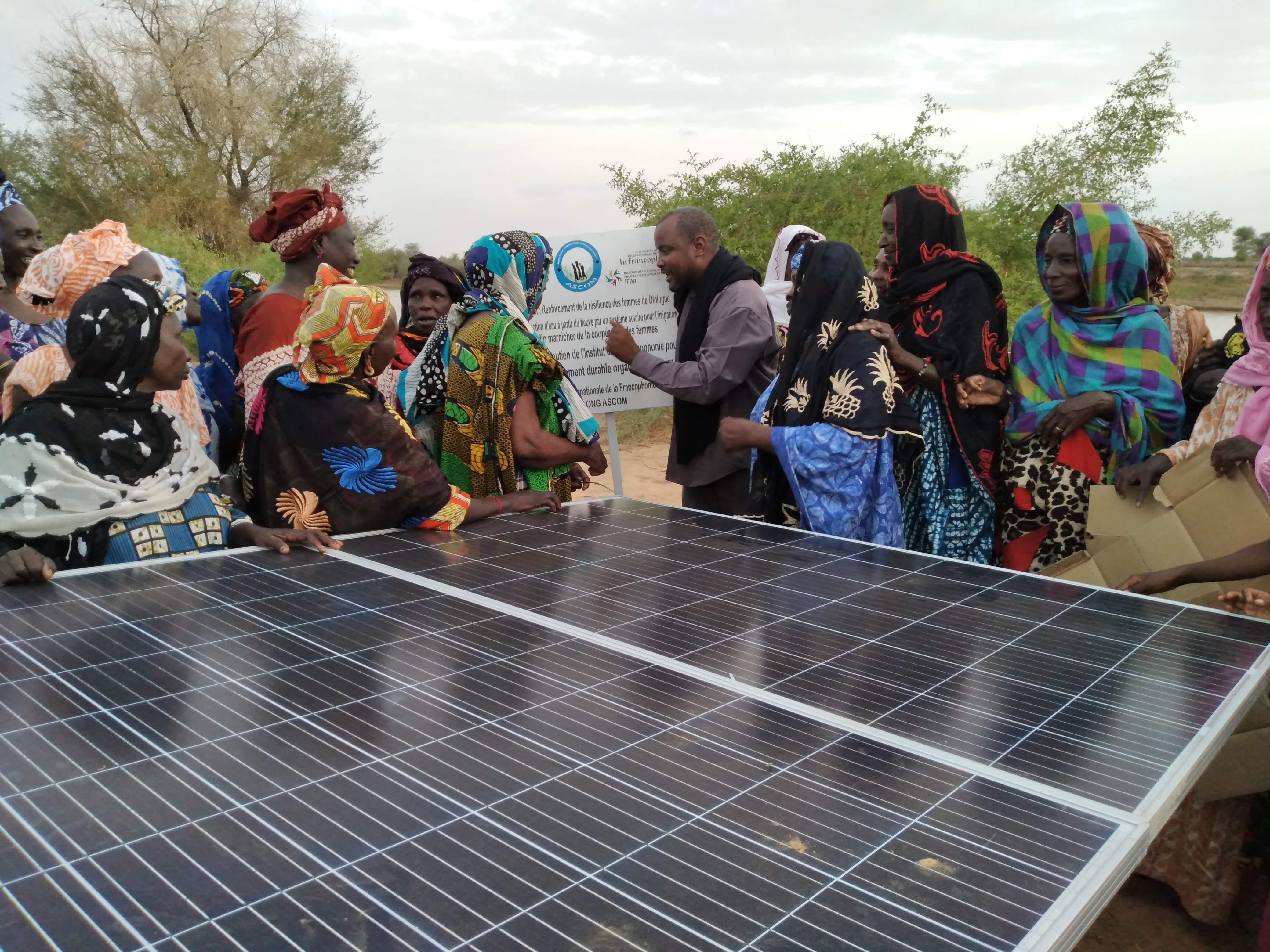
Installation d'une pompe solaire à Olologue
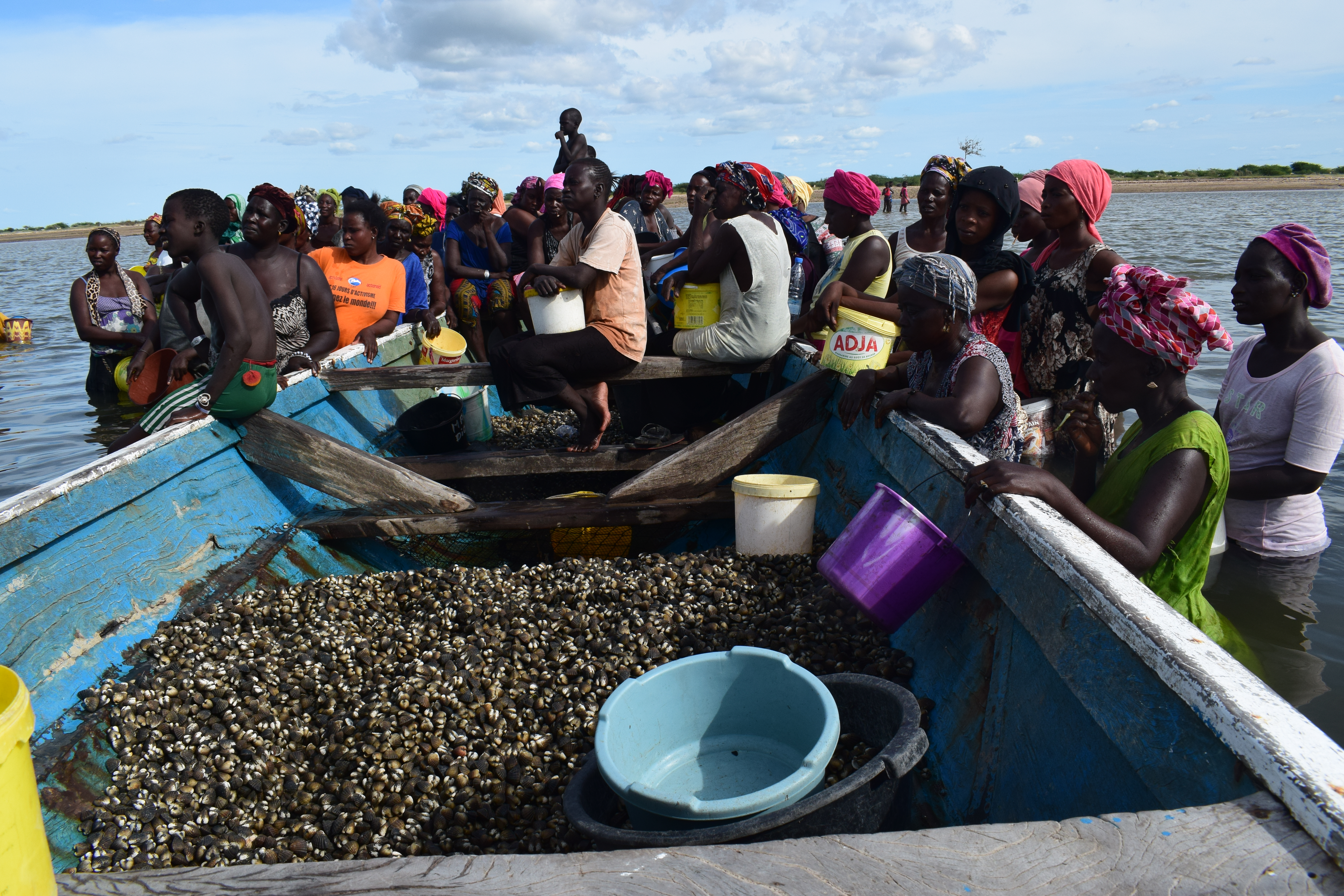
Ensemencement des arches dans les îles Saloum
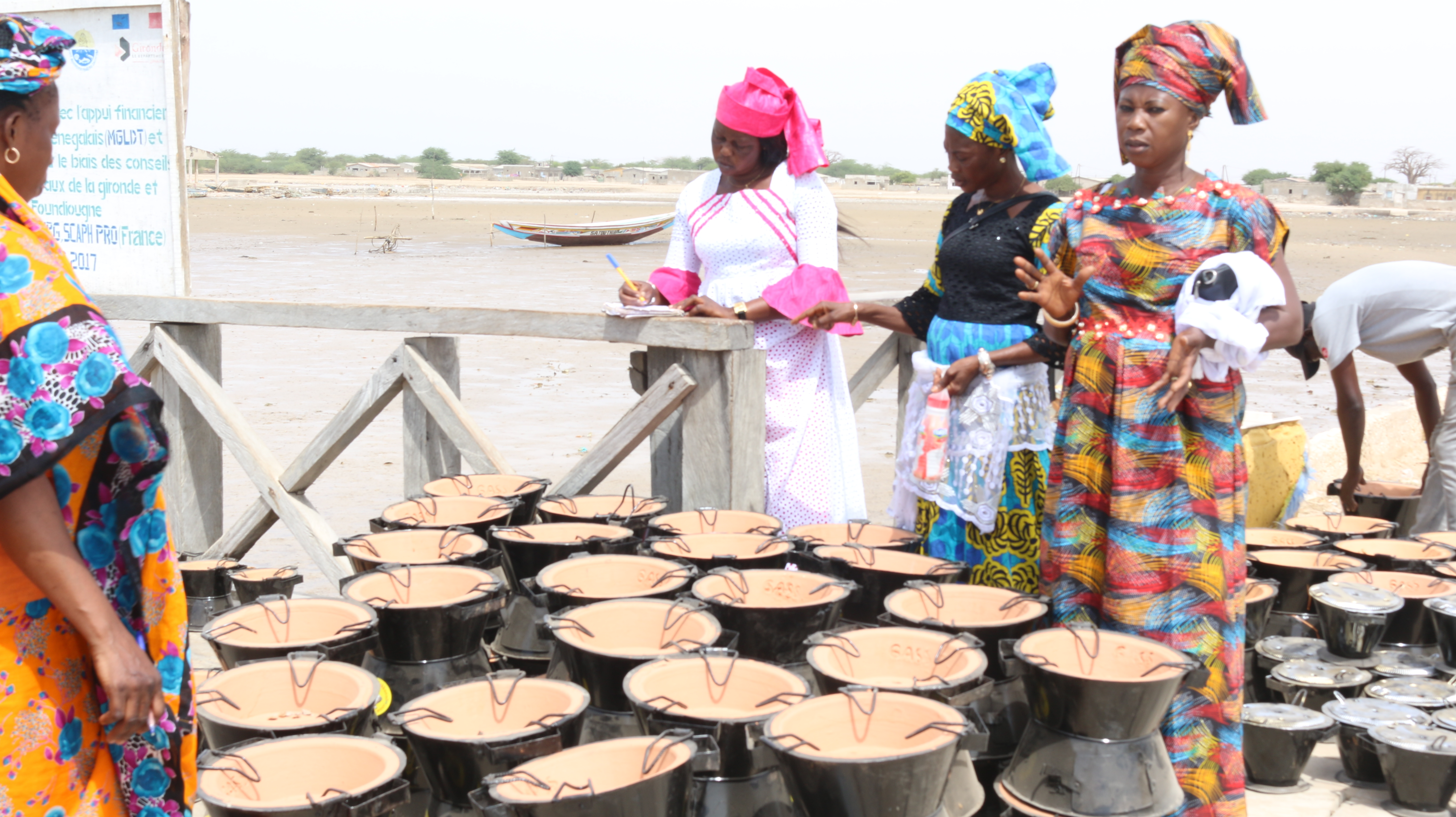
Dotation des fours améliorés dans les îles Saloum

En soutien aux démarches nationales de gestion durable de l'environnement, le MOGED a conçu le Projet de Déploiement des Technologies et Innovations Environnementales pour le développement durable et la réduction de la pauvreté (PDTIE) en République démocratique du Congo et au Cameroun, financé par l'Organisation des États d'Afrique, des Caraïbes et du Pacifique et l'Union européenne à hauteur de 4,2 millions d'euros,.